# Isis ptolemaica
Isis ptolemaica és una representació de la deessa egípcia Isis, del període ptolemaic, segles IV-I aC. que es conserva actualment a la Biblioteca Museu Víctor Balaguer de Vilanova i la Geltrú. La peça és feta amb Terra cuita i té unes mides de 15,7 x 5,5 x 4,6 cm. Va entrar a la col·lecció permanent del museu gràcies a una donació d'Eduard Toda.

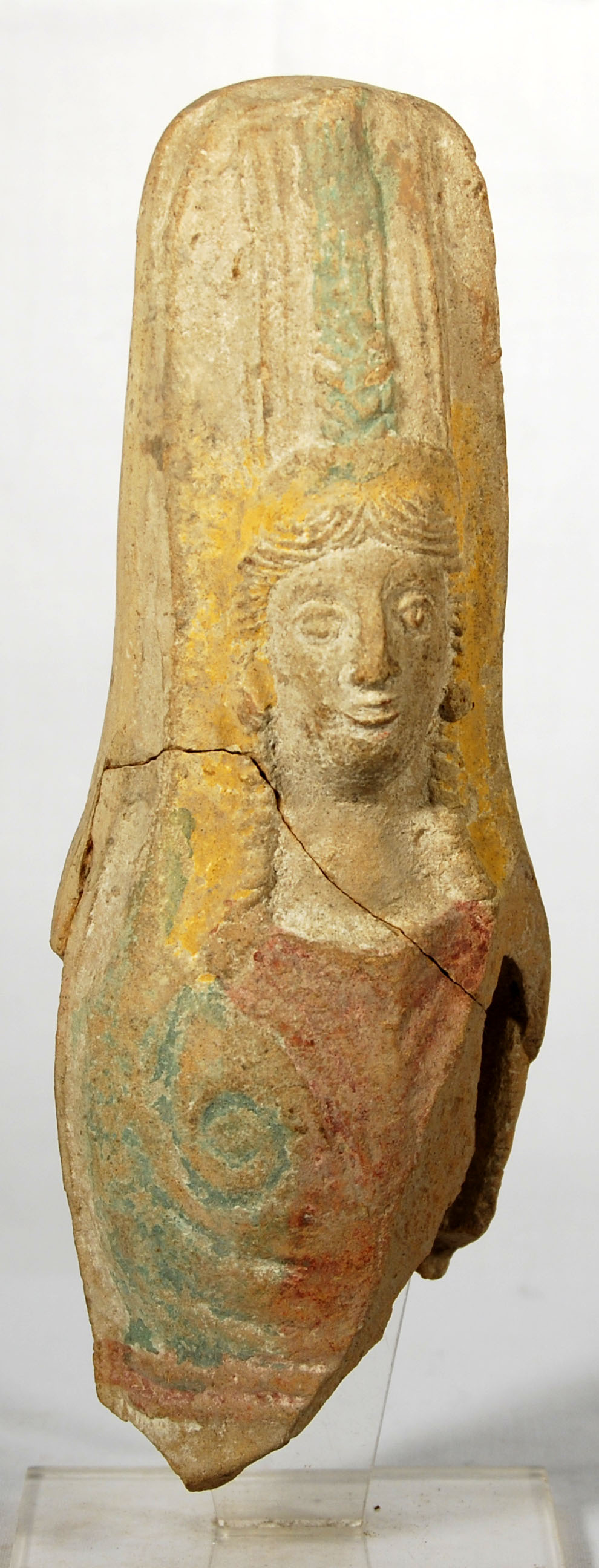
Isis ptolemaica. Exvot de terra cuita. 15,7 x 5,5 x 4,6 cm. Biblioteca Museu Víctor Balaguer, Núm. 3294

## Descripció
Fragment superior d'una figura de la deessa mare de tots els deus i de la fertilitat, pròpia del panteó egipci. És assimilada constantment a la major part de les deesses més conegudes com, Astarte, Demèter, Cibeles, Fortuna, etc. Pel seu estil, és del període ptolemaic dels segles IV-I aC., i pertany al grup hel·lenístic d'Alexandria. Es tracta d'una terra cuita feta a motlle amb argila fina, depurada i de color rosat, té les parets molt primes i és buida de dintre i plana del darrere. La superfície és pintada de tons clars de color blanc, groc, rosat i blau. El cap i el coll, de color blanc, surten d'un vestit molt cenyit, sense braços. Cara arrodonida amb la barbeta enfonsada i els detalls de la cara poc assenyalats. Sobre el front, el cabell de color groc cau amb dues grosses trenes sobre les espatlles, deixant veure dues arracades en forma de mitja lluna girada de l'inrevés, com les de les deesses Juno i Diana. Coronant el conjunt apareix el típic ornament isíac. que en el cas d'aquesta peça és format per una palmeta que apareix per davant d'un feix d'espigues acompanyat d'una ploma per banda. Aquests ornaments són aplicats sobre una tiara arrodonida, coberta per una gasa que cau sobre les espatlles i l'esquena. El vestit rosat, cenyit per un cinturó del mateix color, presenta uns plecs que acaben en forma d'espiral blava sobre el pit. Al llarg de l'Imperi egipci, Isis passà de la condició de deessa local a ser una de les més importants del panteó egipci, en què juntament amb el seu espòs Osiris i amb el seu fill Horus, formaren la triada dominant. Els grecs arcaics l'identificaven amb Demèter i és durant l'època dels ptolemaics que va perdre els atributs faraònics per adoptar la ploma com a símbol de justícia i dret, l'espiga com amotiu agrari de prosperitat i el creixent de la lluna com a substitució del sol i les banyes hathòriques. aquesta deessa també va ser associada a la romana Fortuna i va tenir un culte més popular durant l'Imperi, com a deessa Panthea, que dirigia el cel, la terra i el poder de tots els deus. Es creu que podria pertànyer a la col·lecció púnica i romana del fons que Eduard Toda va donar al Museu, però se'n desconeix la procedència. Amador Romaní i Guerra, conservador de BMVB, l'any 1917 la inclou dins de la col·lecció cartaginesa. I l'arquèoleg francés Pierre Paris